# Cherry Hill (New Jersey)
Cherry Hill ist ein Township im Camden County im US-Bundesstaat New Jersey. Das Township gehört zur Metropolregion Delaware Valley und ist ein Vorort von Philadelphia.
Das U.S. Census Bureau ermittelte bei der Volkszählung 2020 eine Einwohnerzahl von 74.553.  

## Geografie
Das Cherry Hill Township liegt im Westen New Jerseys und im Norden des Camden County, kurz vor der Grenze zu Pennsylvania. Das Stadtzentrum von Philadelphia ist etwa 13 Kilometer entfernt. Das Township grenzt im Norden an das Pennsauken Township, im Westen an Maple Shade Township, Evesham Township und Mount Laurel Township (alle im Burlington County), im Süden an das Vorhees Township und im Westen an Haddon Township, Haddonfield, Lawnside und Merchantville. Auf dem Gebiet des Cherry Hill Township liegen zudem die Census-designated places Ashland, Barclay-Kingston, Cherry Hill Mall, Erlton-Ellisburg, Golden Triangle, Greentree, Kingston Estates und Springdale.
Die westliche Grenze des Cherry Hill Township ist durch den Verlauf des Cooper River an dieser Stelle definiert. Auf der Grenze zum Burlington County liegt zum Teil der Pennsauken Creek.

## Geschichte

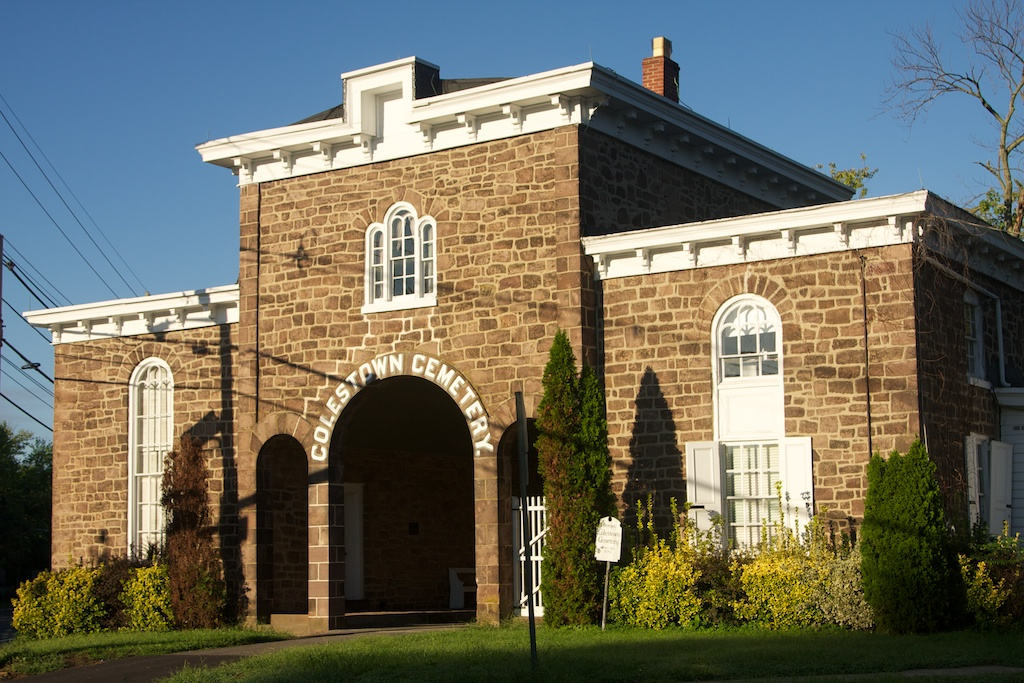
Colestown Gatehouse, erbaut 1858 und eingetragen im National Register of Historic Places

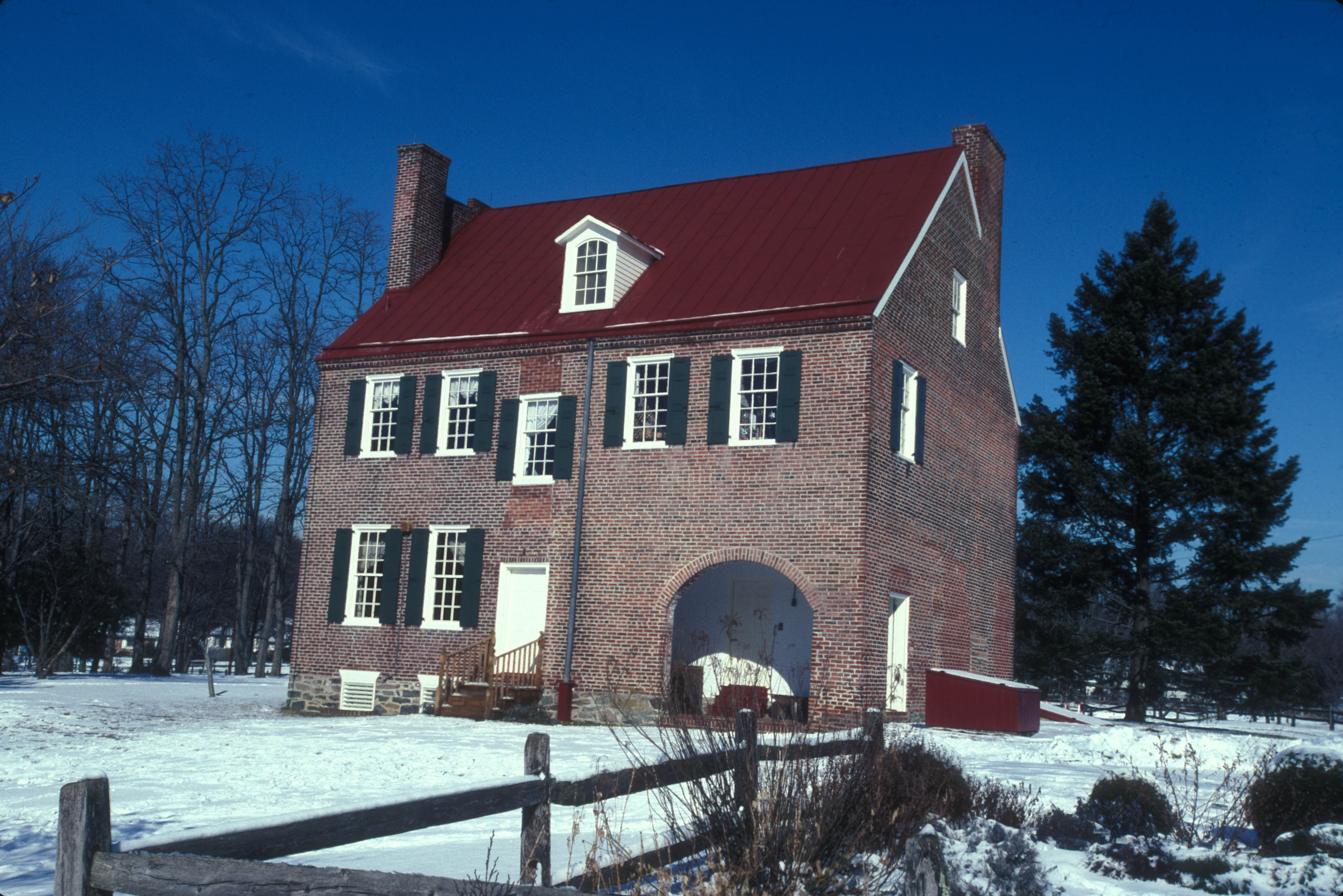
Barclay Farm House

Das Gebiet um das heutige Cherry Hill wurde ursprünglich amerikanische Ureinwohner der Lenni Lenape besiedelt, bevor gegen Ende des 17. Jahrhunderts die ersten Siedler, überwiegend aus England, dort ankamen. Die erste Siedlung auf dem Gebiet des heutigen Cherry Hill Township trug den Namen Colestown und befand sich etwa auf der Höhe der heutigen Church Road. Benannt war die Siedlung nach einem Samuel Cole, der im Jahr 1685 eine etwa vier Quadratkilometer große Landfläche erwarb. Die Siedlung Colestown bestand ursprünglich aus zwei Geschäften, einer Kirche, einem Friedhof und mehreren Wohngebäuden. Später gründete ein Isaac Ellis eine Taverne, an deren Stelle nach dem Bau einiger Wohnhäuser die Siedlung Ellisburg entstand. Ende Februar 1844 wurde Cherry Hill Township auf dem Gebiet des Gloucester County aus Teilen des Waterford Township gebildet und erhielt zunächst den Namen Delaware Township. Als Verwaltungssitz wurde das 1831 errichtete Waterford Town House in der vorherigen Stadt Ellisburg festgelegt. Nur wenige Tage später, am 13. März 1844, wurde das Township ein Teil des neu gegründeten Camden County. In den folgenden Jahren wurde das Delaware Township mehrfach verkleinert, am 23. Februar 1859 kamen Teile an das Stockton Township und am 3. März 1874 an die neu gebildete Stadt Merchantville.
Die Bevölkerung im Cherry Hill Township wuchs zunächst nur schleppend. Nach der Gründung kam es als Folge von Gebietsabtretungen sogar zu einem Bevölkerungsrückgang von 2577 Einwohnern im Jahr 1850 auf 1602 Einwohner zehn Jahre später, im Jahr 1910 hatte Cherry Hill 1706 Einwohner. Im Jahr 1899 wurde die 1751 errichtet Kirche der Stadt durch ein Feuer zerstört. Das Ellisburg Inn wurde 1938 zu Gunsten eines Straßenbaus abgerissen. Während und nach dem Zweiten Weltkrieg kam es zu einem starken Zuwachs der Bevölkerung, 1950 überschritt das Township erstmals die 10.000-Einwohner-Marke. Seit den 1980er-Jahren ist die Bevölkerungszahl im Cherry Hill Township weitgehend konstant.
Am 7. November 1961 wurde der Name des Delaware Township in das bis heute genutzte Cherry Hill geändert, um es von dem im Hunterdon County gelegenen Township gleichen Namens zu unterscheiden. Der United States Postal Service befürwortete eine Umbenennung in Deltown. Schließlich kam es zu einer Volksabstimmung, bei der sich der Name Cherry Hill gegen die Vorschläge Chapel Hill, Cherry Valley und Delaware City durchsetzte. Der Name Cherry Hill geht auf die Cherry Hill Farm zurück, die sich auf dem Stadtgebiet befand.
Im Jahr 2006 listete das amerikanische Wirtschaftsmagazin Money Cherry Hill auf Platz acht der sichersten Städte der Vereinigten Staaten.

## Demografie

### Census 2010
Bei der Volkszählung 2010 lebten in Cherry Hill 71.045 Einwohner, verteilt auf 26.882 Haushalte und 19.301 Familien. Von den Einwohnern waren 55.459 (78,06 %) Weiße, 4360 (6,14 %) Afroamerikaner, 8304 (11,69 %) Asiaten, 78 (0,11 %) amerikanische Ureinwohner, 13 (0,02 %) Pazifische Insulaner, 1302 (1,83 %) Einwohner anderer Abstammung und 1529 (2,15 %) gehörten zwei oder mehr dieser Gruppen an. Hispanics und Latinos machten insgesamt 5,64 % an der Gesamtbevölkerung aus.
Von den 26.882 Haushalten hatten 31,2 % Kinder unter 18 Jahren, die mit ihnen wohnten, 58,6 % waren verheiratete Paare. Altersmäßig waren 23,0 % der Einwohner unter 18 Jahre alt, 6,7 % waren zwischen 18 und 24, 23,1 % zwischen 25 und 44, 29,5 % zwischen 45 und 64 und 17,7 % waren älter als 65 Jahre. Das Medianalter betrug 43,1 Jahre.
Das durchschnittliche Einkommen pro Haushalt betrug im Cherry Hill Township zum Zeitpunkt der Volkszählung 88.183 US-Dollar, das durchschnittliche Einkommen einer Familie lag bei 105.786 US-Dollar. 4,2 % der Einwohner lebten unterhalb der Armutsgrenze, von diesen Einwohnern waren 3,9 % unter 18 und 5,9 % über 65 Jahre alt.

### Census 2000
Bei der Volkszählung im Jahr 2000 hatte das Cherry Hill Township 69.965 Einwohner, die sich auf 26.227 Haushalte und 19.407 Familien verteilten. 84,67 % der Einwohner waren Weiße, 8,87 % Asiaten, 4,46 % Afroamerikaner, 0,1 % amerikanische Ureinwohner, 0,73 % anderer Abstammung und 1,16 % gehörten zwei oder mehr Gruppen an. Hispanics und Latinos machten einen Anteil von 2,54 % an der gesamten Bevölkerung aus.
Im Jahr 2000 waren 23,5 % der Einwohner des Townships jünger als 18 Jahre, 5,4 % waren zwischen 18 und 24, 26,4 % zwischen 25 und 44, 26,6 % zwischen 45 und 64 und 18,0 % der Einwohner waren älter als 65 Jahre. Das Medianalter lag bei genau 42 Jahren.

## Sehenswürdigkeiten
In Cherry Hill stehen vier Gebäude und ein weiteres Bauwerk unter Denkmalschutz und wurden in das National Register of Historic Places aufgenommen.
- Barclay Farm House, erbaut 1816, aufgenommen ins NRHP am 26. Januar 1978
- Bonnie’s Bridge, erbaut in der Mitte des 18. Jahrhunderts, aufgenommen ins NRHP am 13. September 1984
- Gatehouse at Colestown Cemetery, erbaut 1858, aufgenommen ins NRHP am 21. Mai 1975
- Kay-Evans Farm, erbaut 1748, aufgenommen ins NRHP am 28. Juni 2000
- Samuel Coles House, erbaut 1743, aufgenommen ins NRHP am 18. Juni 1973

## Wirtschaft und Infrastruktur

### Wirtschaft
Die TD Bank, N.A., die neuntgrößte amerikanische Bank nach Einlagen, hat ihre Firmenzentrale in Cherry Hill. Die meisten Einwohner Cherry Hills sind Pendler, da die Stadt als sogenannte „Edge City“ in unmittelbarer Nähe zu größeren Städten wie Philadelphia oder Camden liegt. Am 11. Oktober 1961 eröffnete in Cherry Hill die Cherry Hill Mall, ein Einkaufszentrum mit etwa 160 Geschäften auf einer Fläche von etwa 121.000 m2. Bis 2018 war Cherry Hill Sitz der amerikanischen Zentrale des japanischen Autoherstellers Subaru.

### Bildung

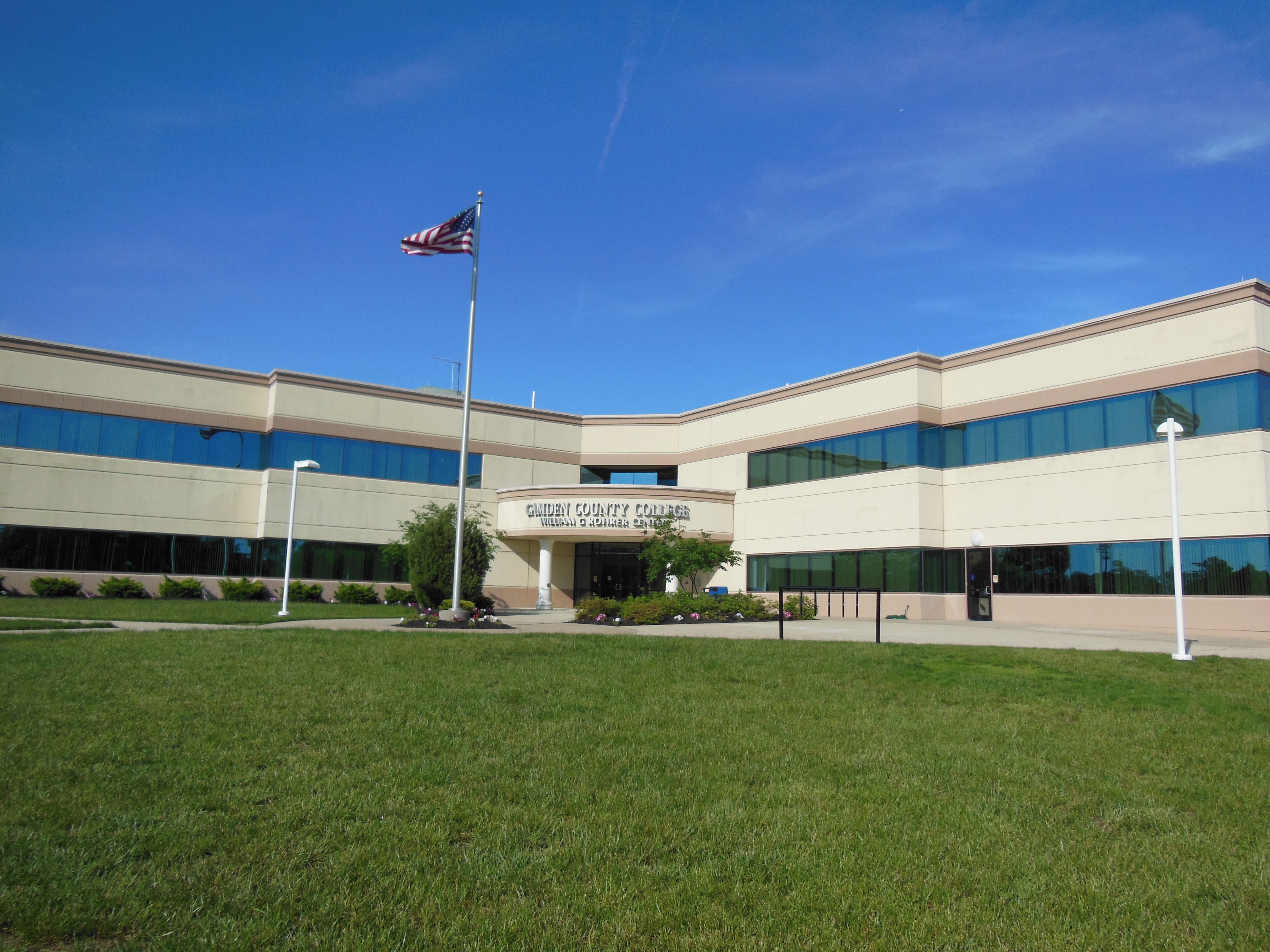
Hauptgebäude des Camden County College

Zum Schulbezirk „Cherry Hill Public Schools“ gehören 19 Schulen, darunter 12 Grundschulen, drei Middle Schools, drei High Schools und eine frühpädagogische Einrichtung. Im Schuljahr 2013/14 wurden an den Schulen des Schulbezirks 11.276 Schüler unterrichtet. Daneben gibt es noch mehrere Privatschulen mit religiösem Hintergrund in Cherry Hill. Das Bistum Camden führt eine Grundschule und eine Highschool, eine weitere Schule wird von einer jüdischen Glaubensgemeinde betrieben. Cherry Hill ist außerdem Standort des Camden County College.

### Verkehr

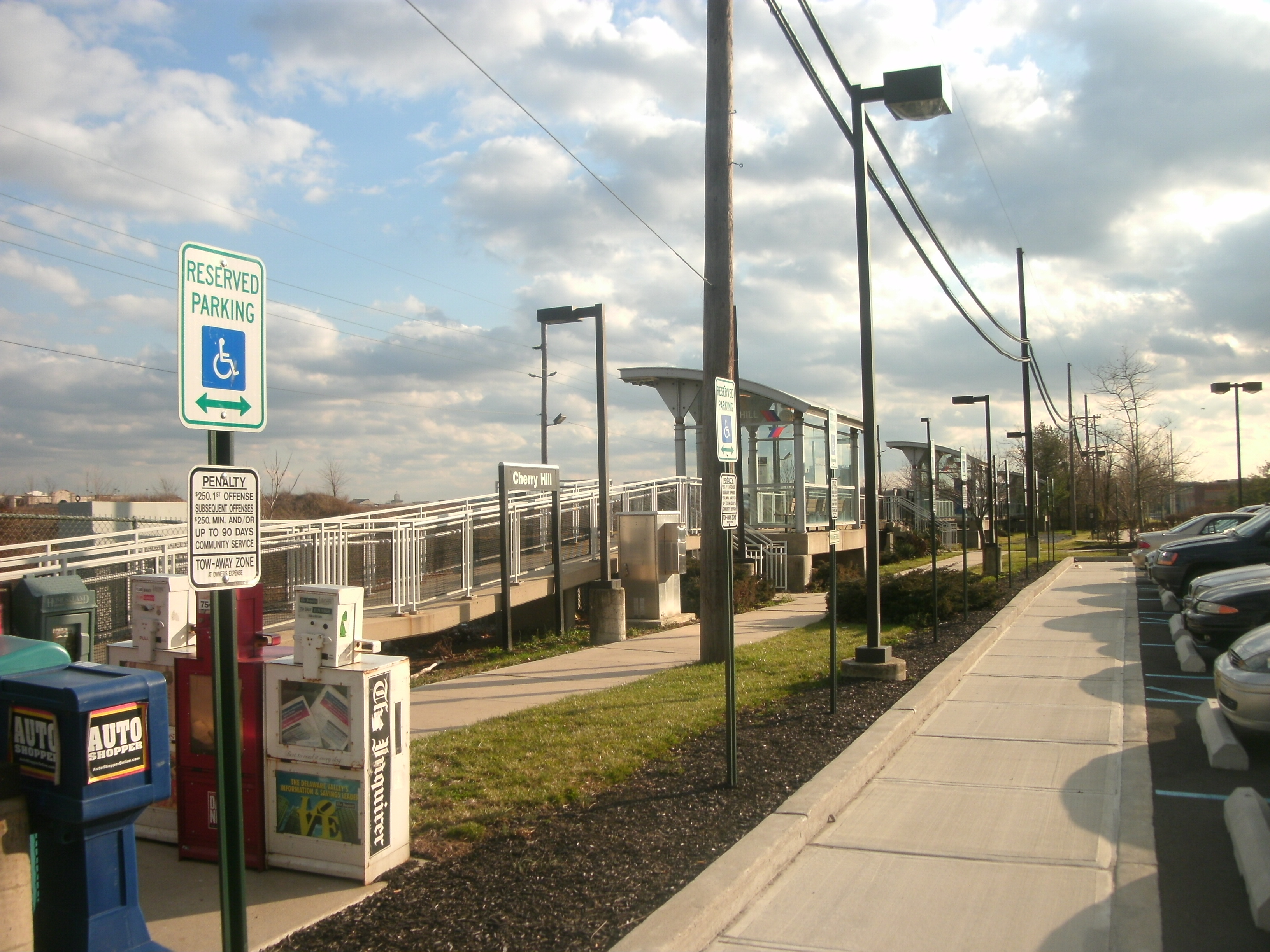
Cherry Hill Station

Durch das Gebiet des Cherry Hill Township führen der New Jersey Turnpike sowie die Entlastungsstrecke Interstate 295 zwischen Wilmington, Delaware, und New York City.
Von Cherry Hill aus fahren Busse der Verkehrsgesellschaft New Jersey Transit nach Philadelphia, zudem verkehren über den Bahnhof Cherry Hill Station Züge der Atlantic-City-Linie zwischen Philadelphia und Atlantic City. Außerdem gibt es in Cherry Hill einen Haltepunkt der PATCO Speedline zwischen Philadelphia und Lindenwold.

## Sonstiges
In dem Film Harold & Kumar (Harold & Kumar go to White Castle) befindet sich in Cherry Hill das Restaurant der Fast-Food-Kette White Castle, das Harold und Kumar versuchen zu erreichen. In der Realität gibt es in Cherry Hill jedoch kein Restaurant der Kette, gedreht wurden die Szenen in einem inzwischen leer stehenden Schnellrestaurant in der kanadischen Stadt Caledon, Ontario. Die Namen des Liedes Cherry Hill Park sowie des gleichnamigen Albums von Billy Joe Royal sind dem Ortsnamen von Cherry Hill entlehnt.

## Persönlichkeiten

### Söhne und Töchter der Stadt
- Jack Pierce (* 1962), Leichtathlet
- Tony Chimel (* 1967), Ringsprecher (WWE)
- Ali Larter (* 1976), Schauspielerin
- Mike Bibby (* 1978), Basketballspieler
- Kwesi Adofo-Mensah (* 1981), American-Football-Funktionär
- Cristin Milioti (* 1985), Schauspielerin
- Bobby Ryan (* 1987), Eishockeyspieler
- Dominic Sessa (* 2002), Schauspieler

### Persönlichkeiten mit Bezug zur Stadt
- Joey Giardello (1930–2008), Boxer, lebte in Cherry Hill
- John Adler (1959–2011), Politiker, lebte in Cherry Hill
- Lauren Cohan (* 1982), Schauspielerin, wuchs in Cherry Hill auf
- Darren Elias (* 1986), Pokerspieler, lebt in Cherry Hill